# Big Week
La Big Week (« La Grosse semaine ») est le nom couramment donné à l'opération Argument, une série de missions américaines de bombardement qui se déroulèrent entre le 20 et le 25 février 1944 lors de la Seconde Guerre mondiale. Ils visaient à provoquer une bataille décisive contre la Luftwaffe en lançant des attaques massives sur l'industrie aéronautique du Reich. En battant l'aviation de chasse allemande et en réduisant fortement la capacité de production aéronautique du Reich, les Alliés souhaitaient définitivement conforter leur supériorité aérienne et ainsi pouvoir lancer le débarquement en Europe. La campagne de bombardement de jour fut également soutenue par le Bomber Command de la RAF, lançant ses bombardiers sur les mêmes cibles la nuit. Son chef Arthur Harris s'opposa initialement à cet engagement des forces de la RAF car elles les détournaient de l'offensive sur les propres zones de bombardements britanniques. Il fallut un ordre direct de l'Air Chief Marshal Sir Charles Portal, Chief of the Air Staff, pour forcer Harris. Le Fighter Command britannique fournit également des escortes pour les formations de bombardiers de l'USAAF, juste au moment où la 8th Air Force américaine commençait à introduire le P-51 à long rayon d'action pour reprendre ce rôle.